# خوزه لوئیس گارزون
خوزه لوئیس گارزون (انگلیسی: José Luis Garzón; ۴ اوت ۱۹۴۶ – ۱۷ مارس ۲۰۱۷) بازیکن فوتبال اهل اسپانیا بود.
از باشگاه‌هایی که در آن بازی کرده‌است می‌توان به باشگاه فوتبال اسپورتینگ خیخون اشاره کرد.
وی همچنین در تیم ملی فوتبال اسپانیا بازی کرده‌است.